# Shichahai

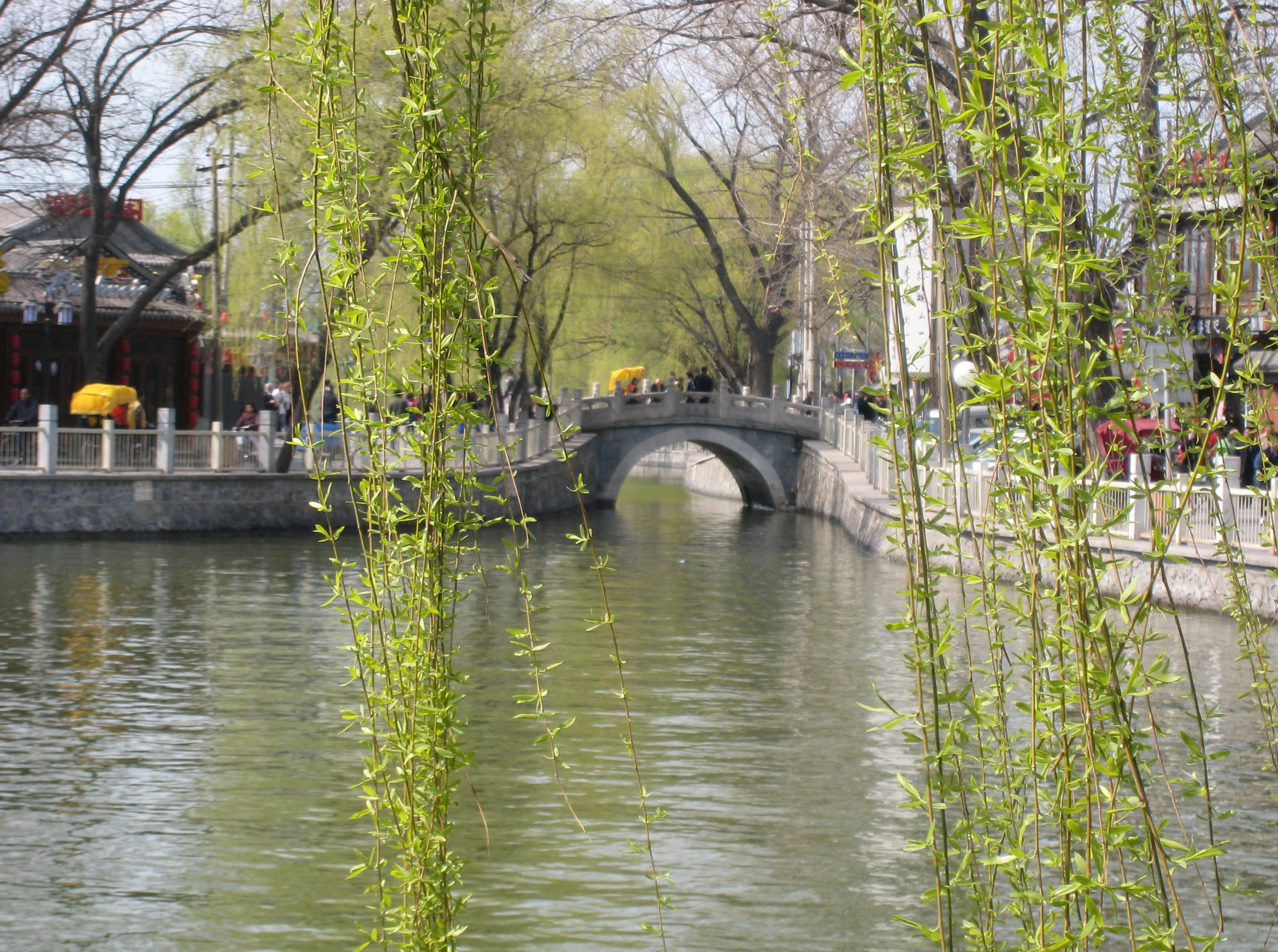
Shichahai

Shichahai (chin. upr.: 什刹海; chin. trad.: 什剎海; pinyin: Shíchàhǎi) – kompleks jezior w północno-zachodnim Pekinie, na północ od Parku Beihai. Kompleks zajmuje łącznie powierzchnię 146,7 ha, w jego skład wchodzą trzy akweny: Qianhai (dosł. „Morze Przednie”), Houhai („Morze Tylne”) i Xihai („Morze Zachodnie”), które otoczone są dobrze zachowanymi zabytkami tradycyjnej chińskiej architektury, m.in. dawnymi rezydencjami miejskimi, hutongami oraz siheyuan.
Nazwa Shichahai oznacza dosłownie „Morze Dziesięciu Świątyń”, odnosi się to do liczby obiektów sakralnych wokół jezior. Słowo „morze” (hai) zostało użyte zamiast słowa „jezioro” prawdopodobnie przez koczowniczych Mongołów, żyjących w głębi lądu, którzy określali terminem hai lub haizi wszystkie zbiorniki wodne.

## Historia
Kompleks powstał prawdopodobnie za rządów dynastii Jin (1115–1234). W okresie dynastii Yuan (1271–1368) jeziora były końcowym fragmentem Wielkiego Kanału, co dawało dobre warunki dla rozwoju okolicy. W tym czasie ukształtował się również charakterystyczny układ ulic na obszarach sąsiadujących z trzema zbiornikami wodnymi. Za panowania dynastii Ming (1368–1644) znaczenie komunikacyjne Shichahai zaczęło maleć, a kompleks zaczął pełnić funkcję rekreacyjno-wypoczynkową. Około XIX w. wokół trzech akwenów rozpoczęto wznoszenie rezydencji urzędników oraz buddyjskich i taoistycznych świątyń.
Kompleks był często przedstawiany w literaturze, o Shichahai pisali m.in. Yuan Haowen, Nalan Xingde, Lu Xun, Lao She oraz Marco Polo.

## Architektura

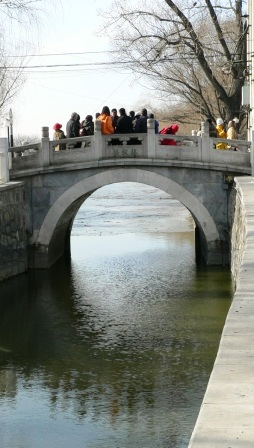
Most Yinding

Wszystkie trzy zbiorniki w Shichahai są ze sobą połączone. Nad przesmykiem łączącym południowe jezioro Qianhai z jeziorem Houhai znajduje się most Yinding, mający 12 metrów długości, 7 metrów szerokości i 8 metrów wysokości. Nazwa oznacza dokładnie most Srebrnego Wlewka i pochodzi od kształtu konstrukcji, która przypomina odwrócony, srebrny wlewek. Według dawnych zapisków most był pierwotnie wykonany z drewna, jednak w późniejszym okresie dokonano jego przebudowy i przekształcono go w kamienną budowlę z marmurowym łukiem. W pobliżu znajduje się także marmurowy most Wanning oraz kamienny most Houmen, na którym wyrzeźbiono stworzenia mające strzec wody. Na północ od jeziora Qianhai ciągnie się jedna z najstarszych ulic w Pekinie – Yandaixie. Jej długość wynosi 232 metry.
Po wschodniej stronie jeziora Houhai zlokalizowane są stare hutongi, pośród których mieści się świątynia Guanghua, którą wzniesiono za rządów dynastii Yuan. Świątynia jest siedzibą Pekińskiego Związku Buddyjskiego. Nad wschodnim brzegiem Houhai znajduje się rezydencja księcia Chun. Po drugiej stronie jeziora leży park Houhai; na południe od niego znajduje się klasztor Fengtai oraz rezydencja księcia Gonga, która zajmuje powierzchnię 60 000 m² i jest największym oraz najlepiej zachowanym tego typu obiektem w Pekinie. Na terenie rezydencji utworzono ogród znany jako Jincui Yuan, umieszczono w nim jeziora, jaskinie i liczne pawilony. Znajduje się tam także pawilon teatralny, w którym obecnie codziennie odbywają się spektakle opery pekińskiej.
Houhai jest połączone z Xihai przesmykiem, nad którym znajduje się most Desheng. W pobliżu przesmyku mieści się świątynia Zhenwu i klasztor Yongquan. Na południe od jeziora Xihai leży świątynia Puji.
Na obszarze Shichahai mieszczą się dawne rezydencje, m.in. żony Sun Jat-sena – Song Qingling, pisarza i poety Guo Moruo oraz aktora operowego – Mei Lanfanga.
Na terenie kompleksu znajduje się duża liczba restauracji, kawiarni i pubów.